# Thomas Suozzi

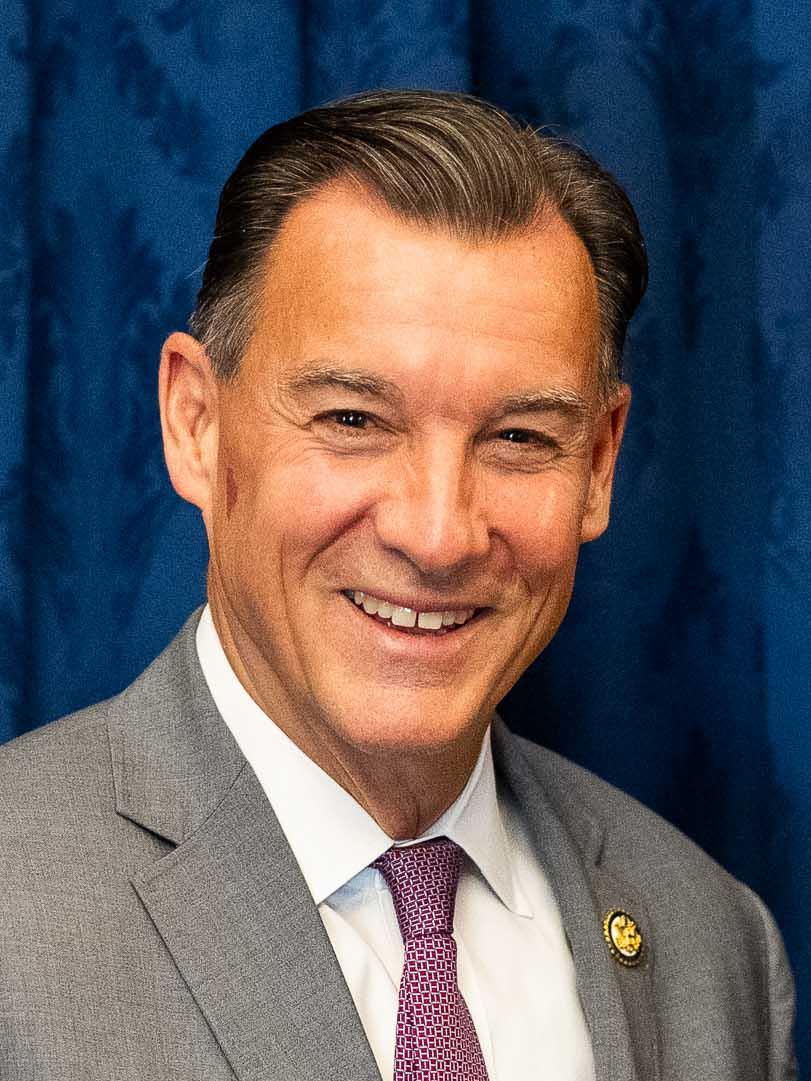
Thomas Suozzi (2025)

Thomas Richard Suozzi  (* 31. August 1962 in Glen Cove, New York) ist ein demokratischer US-amerikanischer Politiker. Vom 3. Januar 2017 bis zum 3. Januar 2023 vertrat und ab Februar 2024 vertritt er den Bundesstaat New York im US-Repräsentantenhaus.

## Werdegang
Thomas Suozzi ist der Sohn eines in die Vereinigten Staaten eingewanderten Italieners und einer Mutter mit irischen und englischen Vorfahren. Er besuchte katholische Schulen und absolvierte die Chaminade High School sowie das Boston College, wo er zwischen 1980 und 1984 das Fach Buchhaltung studierte. Nach einem anschließenden Jurastudium an der Fordham University wurde er 1989 als Rechtsanwalt zugelassen. Zwischen 1984 und 1986 arbeitete er als Revisor für Arthur Andersen. Nach dem Abschluss seines Jurastudiums war er in den Jahren 1989 und 1990 für Bundesrichter Thomas Collier Platt als Law Clerk tätig. Von 1990 bis 1993 war er bei Shearman & Sterling  angestellt. Später arbeitete er als Certified Public Accountant. Diesen Beruf übt er bis heute aus. Zwischenzeitlich hatte er auch einige Beraterfunktionen und die unten aufgeführten politischen Ämter inne.
Politisch schloss er sich der Demokratischen Partei an. Zwischen 1994 und 2001 fungierte er als Bürgermeister seiner Heimatgemeinde Glen Cove; von 2001 bis 2009 war er Leiter (Executive) der Verwaltung des Nassau County, was in etwa einem Landrat entspricht, bei der Wahl im November 2009 unterlag er dem Republikaner Ed Mangano. Im Jahr 2006 kandidierte er erfolglos in den Vorwahlen seiner Partei für das Amt des Gouverneurs von New York. Dabei unterlag er Eliot Spitzer. 2013 war Suozzi erneut demokratischer Kandidat bei der Wahl zum County Executive des Nassau County, bei der er wiederum Mangano unterlag. Bei den Kongresswahlen des Jahres 2016 wurde Suozzi im dritten Wahlbezirk von New York gegen den Republikaner Jack Martins in das US-Repräsentantenhaus in Washington, D.C. gewählt, wo er am 3. Januar 2017 die Nachfolge von Steve Israel antrat, der 2016 nicht mehr kandidiert hatte. Die Wahlen 2018 und 2020 konnte Suozzi ebenfalls gewinnen. Suozzi zog sich aus dem Kongress zurück, um erneut für die demokratische Nominierung zum Gouverneur von New York im Jahr 2022 zu kandidieren, verlor aber gegen die amtierende Gouverneurin Kathy Hochul. Seine Legislaturperiode im Repräsentantenhaus des 117. Kongresses endete am 3. Januar 2023.
Im Oktober 2023 kündigte Suozzi an, dass er 2024 für seinen alten Sitz im Kongress kandidieren werde. Sein Nachfolger im dritten Wahlbezirk von New York, der Republikaner George Santos, wurde am 1. Dezember 2023 per Mehrheitsentscheid aus dem Kongress ausgeschlossen.
Bei der Nachwahl am 13. Februar 2024 gewann Suozzi gegen die Republikanerin Mazi Phillip mit 53,9 Prozent der Stimmen. Bei der regulären Kongresswahl im November 2024 schlug er dann den Republikaner Michael LiPetri mit 51,8 Prozent. Seine aktuelle Legislaturperiode im 119. Kongress dauert noch bis zum 3. Januar 2027.